# Conejo en Salmorejo

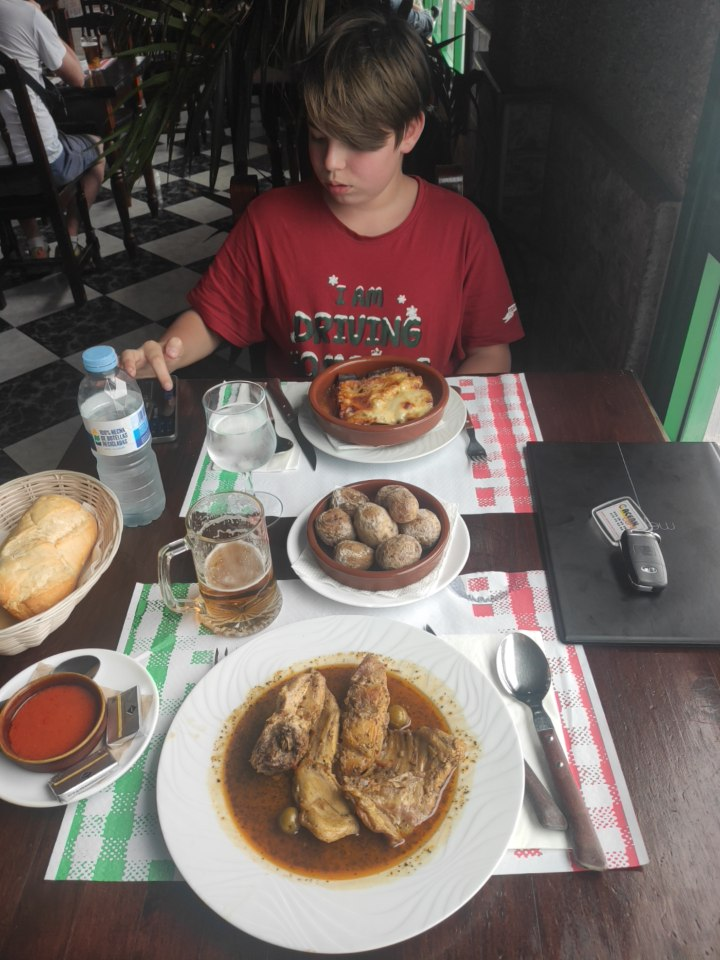
Conejo en salmorejo

Conejo en Salmorejo (dt. etwa: Kaninchen in kanarischer Beize) ist ein Fleischgericht der kanarischen Küche. Das Gericht besteht aus Kaninchenfleisch, das in einer Beize mariniert, dann angebraten und schließlich in der Beize gar gekocht wird.
Zusätzlich zum Fleisch wird bei der Zubereitung oftmals die Leber des Kaninchens mitverwendet. Für die Beize, die auch für andere Gerichte genutzt wird, werden (meist trockener) Weißwein, Olivenöl und oftmals Essig benutzt, die mit Knoblauch, Lorbeer, Paprika und Thymian vermengt werden; je nach Rezept werden auch weitere Gewürze verwendet. Als Beilage werden in der Regel papas arrugadas gereicht, ungeschält in viel Meersalz gekochte, kleine Kartoffeln. Alternative Beilagen wie Reis, Brot oder Pommes frites sind nicht unüblich.
Conejo en Salmorejo hat auf den Kanaren einen hohen Bekanntheitsgrad und gilt als Signature Dish der kanarischen Küche. Der Ursprung des Gerichtes ist unklar, möglicherweise stammt es aus Aragón. Es besteht kein Zusammenhang mit der andalusischen Gemüsesuppe Salmorejo.